# Vladimir Levonevsky
Vladimir Levonevsky (en ruso: Владимир Левоне́вский; en bielorruso: Уладзімір Леване́ўскі, en inglés: Uladzimir Levaneuski, en polaco: Włodzimierz Lewoniewski) - es un Hombre público, científica, expresidente de Comité de Huelgas (2004-2006). Hijo del exprisionero político Valery Levonevsky.

## Biografía
Vladimir nació el 28 de enero del año 1986 en la ciudad de Grodno en una familia de prole numerosa. En el año 2010 graduó la facultad de matemáticas e informática de la Universidad Estatal Yanka Kupala de Grodno. En dos años graduó la facultad de derecho y administración de la Universidad Adam Mickiewicz de Poznań, obtuvo el grado de máster de gerencia. Desde el año 2012 es un doctorando en la cátedra de sistemas de información de la Universidad Económica en Poznań.

## Actividades sociales

### Bielorrusia
Tomó una parte activa en la organización de campañas de protesta en defensa de derechos de los ciudadanos, organizador de mítines y huelgas de empresarios, vicepresidente del Comité de Huelgas de los Empresarios de la República de Belarús, vice redactor jefe del boletín republicano “Empresario”.
El 11 de noviembre de 2001 Vladimir y su hermano Dmitry fueron detenidos en el mercadillo “Dinamo” en Minsk por el servicio de seguridad por divulgar los boletines “Empresario” y “Estadio” con la información sobre la legislación, luego la versión de la causa de detensión cambió – los jóvenes fueron detenidos para realizar la identificación.
El 19 de junio de 2002 Vladimir fue detenido por los agentes de policía en el mercado “Central” en Grodno – estaba repartiendo a los empresarios la carta que su padre les había escrito de la cámara Nu. 4 del preventorio especial del Departamento de asuntos privativos distrital Oktiabrsky de la ciudad de Grodno.
El 30 de abril de 2004 fue detenido por los agentes del Comité de seguridad estatal y de la policía en Grodno en el mercado “Corona” por divulgar los folletos. Fueron formalizados dos protocolos de sustracción.
Algunos días después, el 3 de mayo de 2004 durante otra campaña de protestación de los empresarios Vladimir fue condenado a 13 días de prisión por haber organizado los mítines (el 1 de mayo de 2004 y el 3 de mayo de 2004). Además, fue multado por 95 000 rublos bielorrusos.
El 21 de julio de 2004 fue iniciada una causa penal por el art. 342 del Código Penal de Bielorrusia – “organización de un mitin desautorizado” (plazo de prisión – hasta 3 años), pero en una semana su padre y él fueron purgados.
El 13 de noviembre de 2005 Vladimir Levonevsky volvió a ser detenido en el mercado Central de la ciudad de Grodno. Los agentes de policía sustrajeron toda la producción impresa que tenía (el boletín informativo “Empresario”, el diario “Bolsa de Información”) refiriéndose al art. 244 del Código de la Infracción Administrativa de la República de Belarús.
El 22 de diciembre de 2005 – los agentes de policía detuvieron a Vladimir en el mercado Central de Grodno por divulgar el boletín “Empresario”. Más tarde, en el febrero de 2006 los poderes le reivindicaron una multa. Later, in February 2006, the authorities required him to pay a fine.
El 2 de marzo de 2007 – en el mercado “Corona” en Grodno Vladimir fue detenido por la policía por divulgar los materiales de información sobre el mitin de los empresarios planeado para el 12 de marzo.
En los años 2004-2006 Vladimir ejerció las funciones del presidente del Comité de Huelgas. En este período de tiempo el Comité amplificó su actividad y trataba activamente la defensa de derechos de los penados, exigía de la administración de colonias, la gerencia del Departamento de ejecución penal del Ministerio de Asuntos Interiores de la República de Belarús que cumplieran rigurosamente la legislación y los derechos de los penados tales como: realización de sus derechos a autoeducación, práctica de deporte, uso de la biblioteca y otros derechos previstos por la ley. Además, el Comité de Huelgas contribuía a la organización de círculos educativos y campañas de la cultura de masas para los penados. En el junio de 2004 fue anunciada una campaña de apoyo del preso político Valery Levonevsky.

### Polonia
En los años 2011-2012 Vladimir Levonevsky formó parte del Consejo de la Facultad del derecho y administración de la Universidad Adam Mickiewicz como un representante por parte de los estudiantes, también colaboró activamente con el Parlamento de los Estudiantes de la Universidad Adam Mickiewicz.
En 2014-2016, Vladimir fue Vicepresidente de la Junta de Estudiantes de Posgrado de la Universidad de Economía de Poznan, en 2018 - presidente del Consejo de Doctorado de Poznań Universidad de Economía y Empresa, en 2013-2015 - miembro de la Junta de la Facultad de Informática y Economía Electrónica de la Universidad de Economía de Poznan. Además, en 2013-2018 fue miembro de los comités organizadores de conferencias científicas republicanas e internacionales.

## Ciencia
Es autor de más de 10 publicaciones científicas y más de 20 presentaciones en conferencias científicas polacas e internacionales. Áreas de investigación: calidad de datos en bases de conocimiento abiertas (Wikipedia, DBpedia, Wikidata y otros), Criptomonedas (incluido Bitcoin). Uno de los trabajos fue uno de los hallazgos más importantes de Wikipedia y otros proyectos de Wikimedia en 2017-2018.

## Premios
- Mejor estudiante internacional de doctorado 2018 - Interstudent 2018[43][44][26][36][45]
- Premio Best Paper 2017 - La 23.ª Conferencia Internacional sobre Tecnologías de Información y Software (ICIST 2017)[46][47]